# Draba baicalensis
Draba baicalensis är en korsblommig växtart som beskrevs av Alexandr Innokentevich Tolmatchew. Draba baicalensis ingår i släktet drabor, och familjen korsblommiga växter. Inga underarter finns listade i Catalogue of Life.